# 三星Galaxy A20
三星Galaxy A20是三星電子制造的智慧型手機，发布于2019年。A20採用雙後置鏡頭、19.5:9比例的Infinity-V Super AMOLED螢幕、Exynos 7884 SoC、3GB記憶體和32GB存储空間。支援最高512GB的Micro SD記憶卡擴充和USB Type C快速充電。

## 特性

### 硬件
三星Galaxy A20配备6.4英寸HD+ Super AMOLED Infinity-V显示屏，分辨率为720×1560。这款手机尺寸为158.4毫米×74.7毫米×7.8毫米，重169克。它搭载八核处理器（2个1.6 GHz Cortex-A73和6个1.35 GHz Cortex-A53），并搭载 Mali-G71 MP2 GPU。它拥有32GB的内部存储空间，可通过MicroSD卡扩展至512GB。Galaxy A20 还配备3GB 运行内存、4000 mAh不可拆卸电池和双nano SIM卡插槽。
A20前置摄像头为800万像素，光圈为f/2。视频分辨率为920万像素。后置摄像头为2个，一个为1300万像素，光圈为f/1.9；另一个为500万像素超广角摄像头，光圈为f/2.2。后置摄像头的视频分辨率为207万像素。两个摄像头的视频帧率均为30帧每秒。

### 软件
三星Galaxy A20搭载Android 9 (Pie) 系统，并搭载三星定制的One UI界面。该设备可升级至Android 11和One UI 3.1，但无法进一步升级。其运行的内核是经过深度定制的Linux内核。